# General Isidoro Resquín
General Isidoro Resquín – dystrykt (distrito) w środkowo-wschodnim Paragwaju, w departamencie San Pedro o powierzchni 1 075 km². Stanowi jeden z 18 dystryktów departamentu. W 2002 roku zamieszkany był przez 22 350 osób. Miejscowość General Isidoro Resquín jest jedynym ośrodkiem miejskim na obszarze dystryktu.

## Położenie
Graniczy z siedmioma dystryktami: 
- Santa Rosa del Aguaray na północy,
- Capitán Bado na północnym wschodzie,
- Ypejhú na wschodzie,
- Curuguaty, Guayaibí i Choré na południu,
- Lima na zachodzie.

## Demografia
W 2002 roku dystrykt zamieszkiwało 22 350 osób, w tym 11 858 mężczyzn (53,1%) i 10 492 kobiet (46,9%). Ludność miejska stanowiła 8,7% populacji dystryktu. Gęstość zaludnienia wynosiła 20,79 os./km².